# Shut Up (canción de The Black Eyed Peas)
«Shut Up» es una canción de la banda de hip-hop The Black Eyed Peas, incluido en su tercer álbum de estudio Elephunk (2003). La canción trata sobre un engaño amoroso. 
El tema no fue lanzado como sencillo en los Estados Unidos debido al éxito que tuvo su primer sencillo Where is the Love?. Sin embargo esto supuso un aumento masivo en el número de descargas de la canción.

## Información
Pese a haber sido lanzada como segundo sencillo, fue la primera canción grabada con Fergie.
“Shut up” no fue lanzado en Estados Unidos, pero fue un éxito inmediato en todo el mundo. La canción fue lanzada como segundo sencillo del álbum Elephunk después de Where is the Love. En un principio Shut up iba a ser el sencillo promocional del disco ya que creían que la canción tenía un ritmo pegadizo y podía atraer a la gente. Poco después fue propuesto como segundo sencillo.
La canción trata sobre un engaño amoroso. Will.i.am, líder de la banda reveló que la canción había sido escrita basada en experiencias personales.

## Video musical
El video transcurre en un teatro en el que Black Eyed Peas son los intérpretes de la obra. En varios momentos del video se puede apreciar una guerra de sexos entre los chicos de la banda y Fergie y unas bailarinas. En el videoclip aparecen los cuatro integrantes de la banda a pesar de que Apl.de.Ap no cante en ninguna parte de la canción (luego si aparece en la versión remix). El video concluye con los Peas bailando mientras se ve a gente observando la obra de teatro desde sus butacas. En una parte del video parece verse como Taboo y Fergie se besan.

## Lista de canciones
| Vinilo 12" (Estados Unidos) (AMRR-11025-1) Lado A 1. "Shut Up" (LP) - 5:10 2. "Shut Up" (Radio Edit) - 3:46 3. "Shut Up" (Instrumental) - 5:09 4. "Shut Up" (A cappella) - 4:55 Lado B 1. "Shut Up" (Knee Deep Remix) - 4:23 2. "Shut Up" (Knee Deep Remix Instrumental) - 4:21 3. "Shut Up" (Knee Deep Remix A cappella) - 4:20 CD Descarga (Europa) (0602498145029) 1. "Shut Up" - 5:12 2. "Tell Your Mama Come" (Live From House Of Blues, Chicago) - 2:51 CD Promo (Reino Unido) (SHUT 01) 1. "Shut Up" (Radio Edit) 2. "Shut Up" (Instrumental) | CD (Reino Unido) (9814501) 1. "Shut Up" - 5:12 2. "Tell Your Mama Come" (Live From House Of Blues, Chicago) - 2:52 3. "Karma" (Live From House Of Blues, Chicago) - 3:03 4. "Shut Up" (Video) - 4:24 Vinilo 12" (Reino Unido) (9814587) Lado A 1. "Shut Up" Lado B 1. "Tell Your Mama Come" (Live From House Of Blues, Chicago) 2. "Karma" (Live From House Of Blues, Chicago) CD (Europa) (0602498145012) 1. "Shut Up" - 5:12 2. "Tell Your Mama Come" (Live From House Of Blues, Chicago) - 2:51 3. "Karma" (Live From House Of Blues, Chicago) - 3:03 |

## Posicionamiento en listas
| Listas (2003-2004)                     | Mejor posición |
| -------------------------------------- | -------------- |
| Alemania (Offizielle Deutsche Charts)  | 1              |
| Australia (ARIA)                       | 1              |
| Austria (Ö3 Austria Top 40)            | 1              |
| Bélgica (Flandes) (Ultratop 50)        | 1              |
| Bélgica (Valonia) (Ultratop 50)        | 1              |
| Canadá (Canadian Hot 100)              | 1              |
| Dinamarca (Tracklisten)                | 2              |
| Escocia (Scottish Singles Sales Chart) | 2              |
| Europa (European Hot 100 Singles)      | 1              |
| Finlandia (OFC)                        | 12             |
| Francia (SNEP)                         | 1              |
| Hungría (Single Top 40)                | 5              |
| Hungría (Dance Top 40)                 | 1              |
| Irlanda (IRMA)                         | 1              |
| Italia (FIMI)                          | 1              |
| Nueva Zelanda (Recorded Music NZ)      | 1              |
| Noruega (VG-lista)                     | 1              |
| Países Bajos (Dutch Top 40)            | 2              |
| Polonia (Polish Airplay Chart)         | 1              |
| Reino Unido (UK Singles Chart)         | 2              |
| Reino Unido (UK R&B Chart)             | 1              |
| Rumania (Romanian Top 100)             | 1              |
| Suecia (Sverigetopplistan)             | 1              |
| Suiza (Schweizer Hitparade)            | 1              |

| Predecesor: "Me Against the Music" de Britney Spears con Madonna | European Hot 100 Singles - Sencillo No. 1 13 de diciembre de 2003 - 13 de marzo de 2004 | Sucesor: "Toxic" de Britney Spears |